# Wezenbrug (Amsterdam)
Wezenbrug (brug 339) is een houten ophaalbrug in Amsterdam-Noord.

## Wezenbrug
De brug is gelegen in het kerkpad naar de Kerk van Durgerdam in Durgerdam. Ze overspant het plaatselijke Damrak, vroeger een afwatering van de Durgerdammer Die. Het is de enige toegang tot het terrein (kerk en begraafplaats) en het achterliggende Sportpark Durgerdam. Anders dan bijvoorbeeld in Schellingwoude ligt de kerk van Durgerdam dieper het land in. Haaks vanaf de Durgerdammerdijk tussen huisnummers 73 en 79 (bij een bushalte) voert een ongeveer zestig meter lang smal pad naar de kerk. Deze situatie is al eeuwen zo, dus er kan verwacht worden dat er ook al tijden hier een brug ligt. Ze is echter nauwelijks zichtbaar vanaf de Durgerdammerdijk. Daar ze ook niet onmiddellijk voor de kerk ligt, laten foto's van die kerk de brug ook niet vaak zien. 
De huidige houten ophaalbrug dateert uit 1976. Het is bijna een kopie van een brug uit mei 1934. Toen werd de in slechte toestand zijnde oude brug (zie de foto) gesloopt en op kosten van de Banne Ransdorp vervangen. De brug vertoont opvallende kenmerken. Zo steekt de bovenbalk op de hameipoort aan beide kanten enige centimeters uit. De hameipoort bestaat niet uit een halve cirkel, maar uit een halve ellips. Het raakpunt tussen poort en balk bevat een kleine versiering. Aangezien het gebied toen al tot Amsterdam behoorde, zal het ontwerp van de brug komen van de Dienst der Publieke Werken, de ontwerper zelf is vooralsnog onbekend. Er werden in die tijd steeds dezelfde types wipbrug neergelegd, zie bijvoorbeeld brug 380 in Ransdorp. De bouw van de nieuwe brug in 1976 nam ongeveer vijf maanden in beslag. Tijdens de bouw was er alleen voet- en fietsverkeer mogelijk naar kerk en sportvelden, daartoe was een noodbruggetje geplaatst. 
In 2017 heeft de dorpsraad een verzoek ingediend om de brug te vernoemen tot Wezenbrug, een vernoeming naar het weeshuis, dat hier tot 1925 in de directe omgeving stond. Het verzoek werd 9 november 2018 ingewilligd.

## Eerdere versie
Amsterdam kende al eerder een Brug 339. Deze lag in het verlengde van de Haringvlietstraat. De brug over een sloot vormde de verbinding met de Zuidelijke Wandelweg en lag ten oosten van de Boerenwetering. De brug werd rond 1928 gebouwd naar model van de Dienst der Publieke Werken. Diezelfde Publieke Werken kon de brug rond 1960 weer afbreken toen ter plekke een havenkom werd gegraven ten behoeve van de RAI.

## Afbeeldingen Wezenbrug

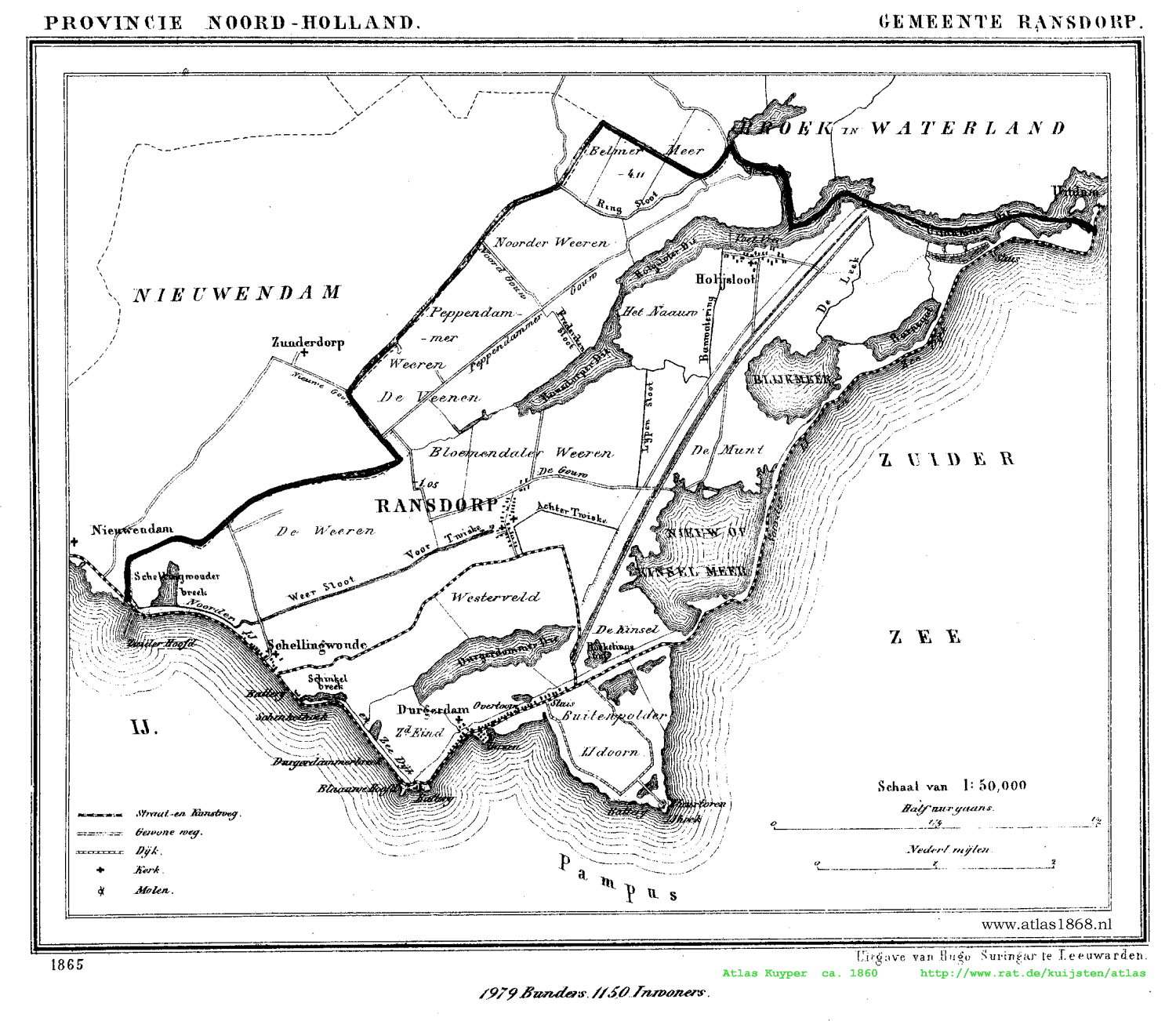
Kaart van Durgerdam rond 1865, waarop kerk met Damrak

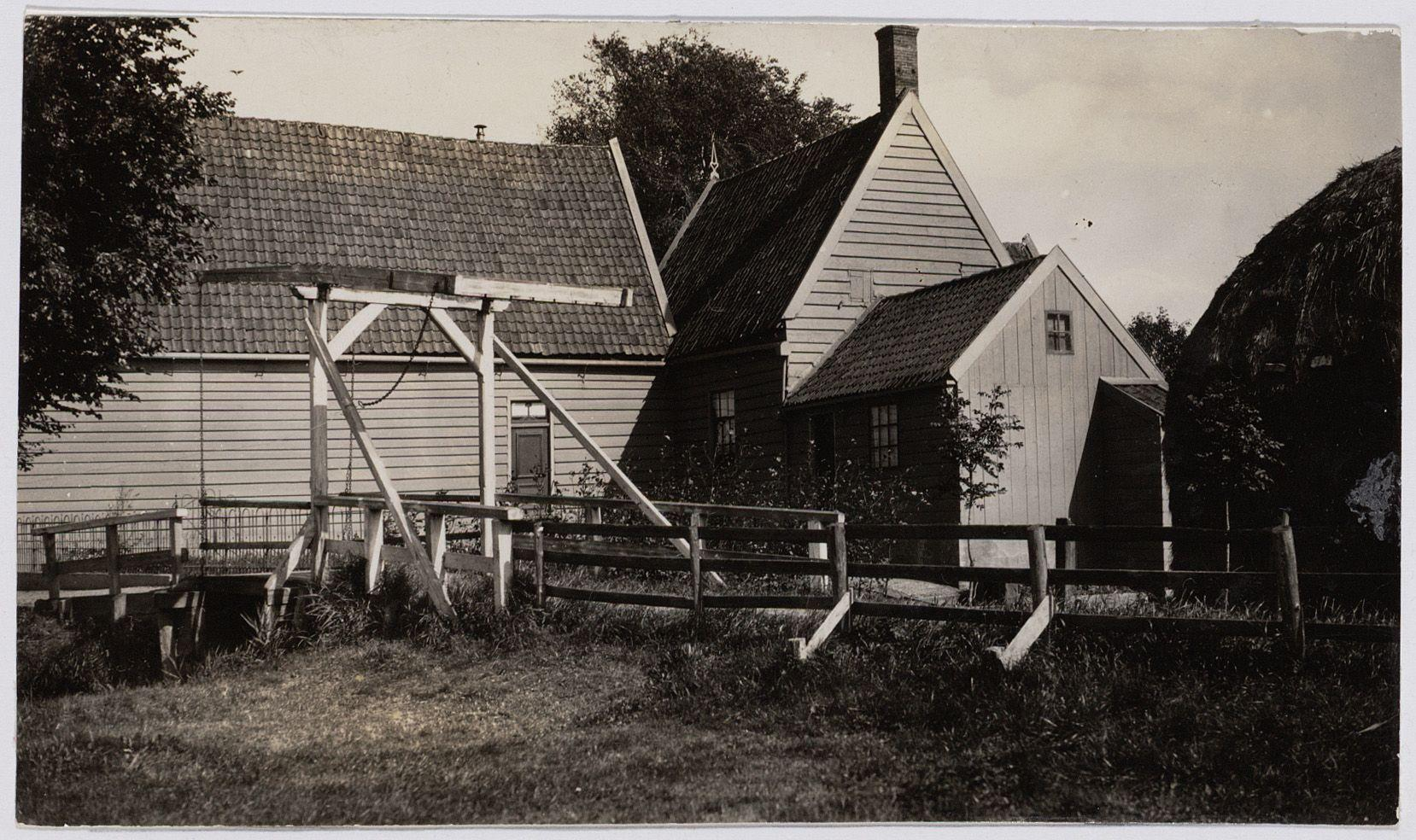
Brug 339 in 1922;De foto is van voor de renovatie.

<<< · 300 · 301 · 302 · 303 · 304 · 305 · 306 · 307 · 308 · 309 · 310 · 311 · 312 · 313 · 314 · 315 · 316 · 317 · 318 · 320 · 321 · 322 · 323 · 324 · 325 · 327 · 328 · 330 · 331 · 332 · 333 · 334 · 335 · 336 · 337 · 338 · 339 · 340 · 341 · 342 · 343 · 344 · 345 · 346 · 347 · 348 · 349 · 350 · 351 · 352 · 353 · 354 · 355 · 356 · 357 · 358 · 359 · 360 · 361 · 362 · 363 · 364 · 365 · 366 · 367 · 368 · 371 · 372 · 373 · 374 · 375 · 376 · 377 · 378 · 379 · 380 · 381 · 382 · 383 · 385 · 386 · 387 · 388 · 389 · 390 · 391 · 392 · 393 · 394 · 395 · 396 · 397 · 398 · 399 · >>>
Brugnummers 319, 326, 329 (tijdelijke duiker in de Ringspoordijk), 369, 370, 384 zijn niet (meer) vergeven.